# Classement du championnat de Tunisie de football toutes saisons confondues
Le classement du championnat de Tunisie de football toutes saisons confondues est un classement qui a pour but de déterminer quelle équipe, dans l'histoire du championnat de Tunisie de football, a eu le plus de succès, non au nombre de titres mais au nombre de points.

## Classement général (depuis 1956)
Ce classement cumule tous les points et buts de chaque équipe qui a joué dans le championnat de Tunisie depuis l’indépendance en 1956 jusqu'à l'issue de la saison 2019-2020,,,,,,,,,,,.
| Position | Club                               | Saisons | Joués | Victoires | Nuls | Défaites | Points |
| -------- | ---------------------------------- | ------- | ----- | --------- | ---- | -------- | ------ |
| 1        | Espérance sportive de Tunis        | 64      | 1630  | 926       | 449  | 255      | 3227   |
| 2        | Étoile sportive du Sahel           | 63      | 1590  | 831       | 454  | 305      | 2947   |
| 3        | Club africain                      | 65      | 1636  | 805       | 515  | 316      | 2924   |
| 4        | Club sportif sfaxien               | 65      | 1636  | 681       | 524  | 431      | 2567   |
| 5        | Stade tunisien                     | 64      | 1606  | 601       | 493  | 512      | 2293   |
| 6        | Club athlétique bizertin           | 63      | 1586  | 590       | 512  | 538      | 2109   |
| 7        | Club sportif de Hammam Lif         | 57      | 1462  | 437       | 445  | 590      | 1756   |
| 8        | Avenir sportif de La Marsa         | 53      | 1362  | 434       | 431  | 497      | 1733   |
| 9        | Union sportive monastirienne       | 45      | 1130  | 294       | 402  | 434      | 1284   |
| 10       | Jeunesse sportive kairouanaise     | 34      | 1014  | 310       | 310  | 394      | 1249   |
| 11       | Sfax railway sport                 | 34      | 854   | 257       | 287  | 310      | 1058   |
| 12       | Club olympique des transports      | 28      | 708   | 205       | 226  | 277      | 841    |
| 13       | Olympique de Béja                  | 29      | 690   | 190       | 216  | 284      | 792    |
| 14       | Espérance sportive de Zarzis       | 22      | 560   | 136       | 180  | 244      | 588    |
| 15       | Stade gabésien                     | 15      | 384   | 90        | 111  | 183      | 378    |
| 16       | El Gawafel sportives de Gafsa      | 12      | 316   | 82        | 104  | 130      | 350    |
| 17       | Océano Club de Kerkennah           | 13      | 338   | 73        | 113  | 152      | 332    |
| 18       | Olympique du Kef                   | 13      | 327   | 72        | 91   | 164      | 307    |
| 19       | Stade soussien                     | 12      | 282   | 74        | 80   | 128      | 302    |
| 20       | Union sportive tunisienne          | 10      | 236   | 75        | 69   | 92       | 294    |
| 21       | El Makarem de Mahdia               | 9       | 222   | 48        | 75   | 99       | 219    |
| 22       | Club sportif des cheminots         | 9       | 228   | 47        | 71   | 110      | 212    |
| 23       | Avenir sportif de Gabès            | 9       | 218   | 45        | 60   | 113      | 195    |
| 24       | Avenir sportif de Kasserine        | 7       | 186   | 46        | 49   | 91       | 187    |
| 25       | Étoile sportive de Métlaoui        | 5       | 130   | 45        | 34   | 53       | 169    |
| 26       | Union sportive de Ben Guerdane     | 5       | 130   | 39        | 39   | 54       | 156    |
| 27       | Union sportive maghrébine          | 7       | 172   | 37        | 44   | 91       | 155    |
| 28       | Stade sportif sfaxien              | 7       | 182   | 33        | 48   | 101      | 147    |
| 29       | Espoir sportif de Hammam Sousse    | 5       | 148   | 31        | 51   | 66       | 144    |
| 30       | Stade africain de Menzel Bourguiba | 5       | 124   | 35        | 22   | 67       | 127    |
| 31       | Jeunesse sportive métouienne       | 4       | 100   | 26        | 36   | 38       | 114    |
| 32       | Stade populaire                    | 4       | 98    | 26        | 29   | 43       | 107    |
| 33       | Étoile sportive de Béni Khalled    | 5       | 132   | 21        | 34   | 77       | 97     |
| 34       | Club olympique de Médenine         | 4       | 76    | 20        | 26   | 60       | 84     |
| 35       | Union sportive de Tataouine        | 4       | 80    | 17        | 32   | 31       | 83     |
| 36       | Étoile olympique La Goulette Kram  | 3       | 78    | 17        | 28   | 33       | 79     |
| 37       | El Ahly Mateur                     | 4       | 88    | 19        | 15   | 54       | 72     |
| 38       | Jendouba Sports                    | 3       | 78    | 14        | 30   | 34       | 72     |
| 39       | Patrie Football Club bizertin      | 3       | 72    | 14        | 14   | 44       | 56     |
| 40       | Association sportive de Djerba     | 3       | 74    | 14        | 12   | 48       | 54     |
| 41       | Étoile olympique de Sidi Bouzid    | 2       | 58    | 14        | 6    | 38       | 48     |
| 42       | Avenir sportif d'Oued Ellil        | 2       | 52    | 12        | 11   | 29       | 47     |
| 43       | Association Mégrine Sport          | 2       | 52    | 9         | 16   | 27       | 43     |
| 44       | Grombalia Sports                   | 2       | 56    | 8         | 14   | 34       | 38     |
| 45       | Croissant sportif chebbien         | 2       | 26    | 7         | 9    | 10       | 30     |
| 46       | La Palme sportive de Tozeur        | 1       | 30    | 6         | 11   | 13       | 29     |
| 47       | Avenir sportif de Soliman          | 2       | 26    | 8         | 4    | 14       | 28     |
| 48       | Patriote de Sousse                 | 2       | 48    | 4         | 11   | 33       | 23     |
| 49       | Club sportif de Menzel Bouzelfa    | 1       | 26    | 3         | 13   | 10       | 22     |
| 50       | STIA Sousse                        | 1       | 26    | 5         | 7    | 14       | 22     |
| 51       | Association sportive de l'Ariana   | 1       | 26    | 5         | 6    | 15       | 21     |
| 52       | Club sportif de Korba              | 1       | 26    | 3         | 6    | 17       | 15     |
| 53       | Football Club de Jérissa           | 1       | 24    | 3         | 5    | 16       | 14     |
| 54       | Avenir sportif de Rejiche          | 1       | 0     | 0         | 0    | 0        | 0      |

|  | Championnat de Tunisie de football                       |
|  | Championnat de Tunisie de football de deuxième division  |
|  | Championnat de Tunisie de football de troisième division |
|  | Championnat de Tunisie de football de quatrième division |
|  | Clubs exclues                                            |
|  | Clubs disparus                                           |